# Federico Scianò
(Federico Scianò)
Federico Scianò (Palermo, 5 febbraio 1938 – Nioaque, 3 febbraio 2001) è stato un giornalista italiano.
È stato direttore di Rai Educational.

## Biografia
Compie i suoi studi a Firenze dove si laurea in Legge. Inizia il suo lavoro di giornalista presso Il Giornale del Mattino di Firenze e in seguito presso l'Avvenire d'Italia di Bologna: per queste testate è Capo dei servizi esteri, inviato speciale in Spagna ed in Grecia durante il regime dei "Colonnelli". Dalla fine degli anni sessanta si occupa di politica internazionale. Vince nel 1975 la 24ª edizione del premio Saint Vincent e, negli anni del terrorismo fino al 1987, è caporedattore della sede Rai di Torino.
Dal 1989 al 1992, per il Tg1 e per il Giornale Radio, è inviato speciale in Estremo Oriente. Editorialista politico per il TG1 dal 1993 al 1994 con la rubrica "Il Punto". Dal 1996 al 1999 è Direttore di Rai Educational.
Dal novembre 1997, è docente di Etica e Deontologia professionale della comunicazione presso l'università LUMSA di Roma.
Il 13 gennaio 1998, inaugura a Teramo la facoltà di Scienze della Comunicazione e di lì a poco, farà parte del Comitato promotore dell'Enciclopedia Multimediale delle Scienze Filosofiche. Nello stesso anno è tra i vincitori dell'VIII edizione del premio di narrativa-poesia-saggistica Orient Express. Presiede poi, al Salone del libro, il premio Grinzane Cavour della provincia di Torino.
Dal luglio del 1999 collabora ancora con il Tg1, curando gli editoriali e la rassegna stampa della notte. Nell'anno in cui muore (il 2001) è docente alla Scuola di Specializzazione dell'Università di Tor Vergata in Analisi e gestione della comunicazione.
Svolge anche attività politica nella Democrazia Cristiana essendo, in giovane età, consigliere comunale a Figline Valdarno e successivamente a Firenze, collaborando con Giorgio La Pira e Nicola Pistelli. Alle elezioni politiche del 1994 è candidato alla Camera in un collegio uninominale per lo schieramento centrista del Patto per l'Italia senza tuttavia risultare eletto.
Muore il 3 febbraio 2001, all'età di 63 anni, durante la visita alla missione del P.I.M.E. (Pontificio Istituto Missioni Estere) a Nioaque nel Mato Grosso del Sud.
Autore di diversi saggi e libri.

## Opere
- La pace su un filo, Sesto Fiorentino, 1967;
- Paolo VI. Viandante nel dolore, Le Monnier, Firenze, 1967;
- I nostri problemi: appunti sugli avvenimenti e sulle incognite che influenzeranno le scelte politiche dei prossimi anni, Sesto Fiorentino, 1968;
- Grecia trent'anni dopo, La Nuova Italia, Firenze, 1975;
- La pietra di Tobia detto Barbarossa, Edisco, 1984;
- I nostri problemi punto per punto, Firenze, 1994;
- Caro amico ti scrivo dalla TV, Edizioni Paoline, 1999;
- Diritto alla pace: è credibile un mondo senza guerra?, 1999;
- Parole che durano (Usigrai, Roma, 2003), raccolta degli scritti di Federico Scianò dal 1988 al 2000